# Філоненко Семен Дмитрович
Семен Дмитрович Філоненко  (20 грудня 1889, Смілянський повіт, Київська губернія, нині Черкаська область — листопад 1922, околиці Холодного Яру, Черкаська область; прізвисько Око) — український повстанський отаман 1919—1922 років. 
Учасник першої світової війни. Військове звання — старшина воєнного часу, георгіївський кавалер. 
У червні 1919 року поблизу Пастирського сформував загін чисельністю близько 200 осіб. Воював проти більшовиків і денікінців. 
У грудні—січні 1919—1920 років чисельність загону становила приблизно 1000 козаків. 
Співдіяв з отаманами Лютим, Нестеренком-Орлом, Чорним Вороном, Барабашем-Вовкулакою та іншими. 
Загинув внаслідок проведеної чекістами спецоперації в околицях Холодного Яру. 
Мав братів Гната, Харитона, Митрофана, Федора, які теж брали участь у визвольній боротьбі 1918—1923.